# Batié
Batié är en provinshuvudstad i Burkina Faso.   Den ligger i provinsen Province du Noumbièl och regionen Sud-Ouest, i den södra delen av landet, 300 kilometer sydväst om huvudstaden Ouagadougou. Batié ligger 307 meter över havet och antalet invånare är 6 483.
Terrängen runt Batié är platt. Runt Batié är det ganska glesbefolkat, med 21 invånare per kvadratkilometer.. Det finns inga andra samhällen i närheten.
Omgivningarna runt Batié är en mosaik av jordbruksmark och naturlig växtlighet.